# Halla Margrét Árnadóttir
Halla Margrét Árnadóttir o Halla Margrét, (Reikiavik, 23 de abril de 1964) es una cantante islandesa. Representó a su país en el Festival de la Canción de Eurovisión 1987.
El Festival de Eurovisión se celebró en Bruselas. En dicho Festival interpretó la canción "Hægt Og Hljótt" (Lentamente y en silencio) compuesta por Valgeir Guðjónsson y dirigida por Hjálmar Ragnarsson. La canción acabó en 16.ª posición de 22 de participantes y recibió 28 puntos.
Halla Margrét ha desarrollado su carrera musical como cantante de ópera.